# Чернітка рудоголова
Чернітка рудоголова (Myioborus brunniceps) — вид горобцеподібних птахів родини піснярових (Parulidae).. Мешкає в Болівії і Аргентині. Тепуйська чернітка (Myioborus castaneocapillus) вважалася підвидом рудоголової чернітки, проте була виділена в окремий вид. Однак рудоголові й тепуйські чернітки тісно пов'язані, імовірно, це сестринські види.

## Опис

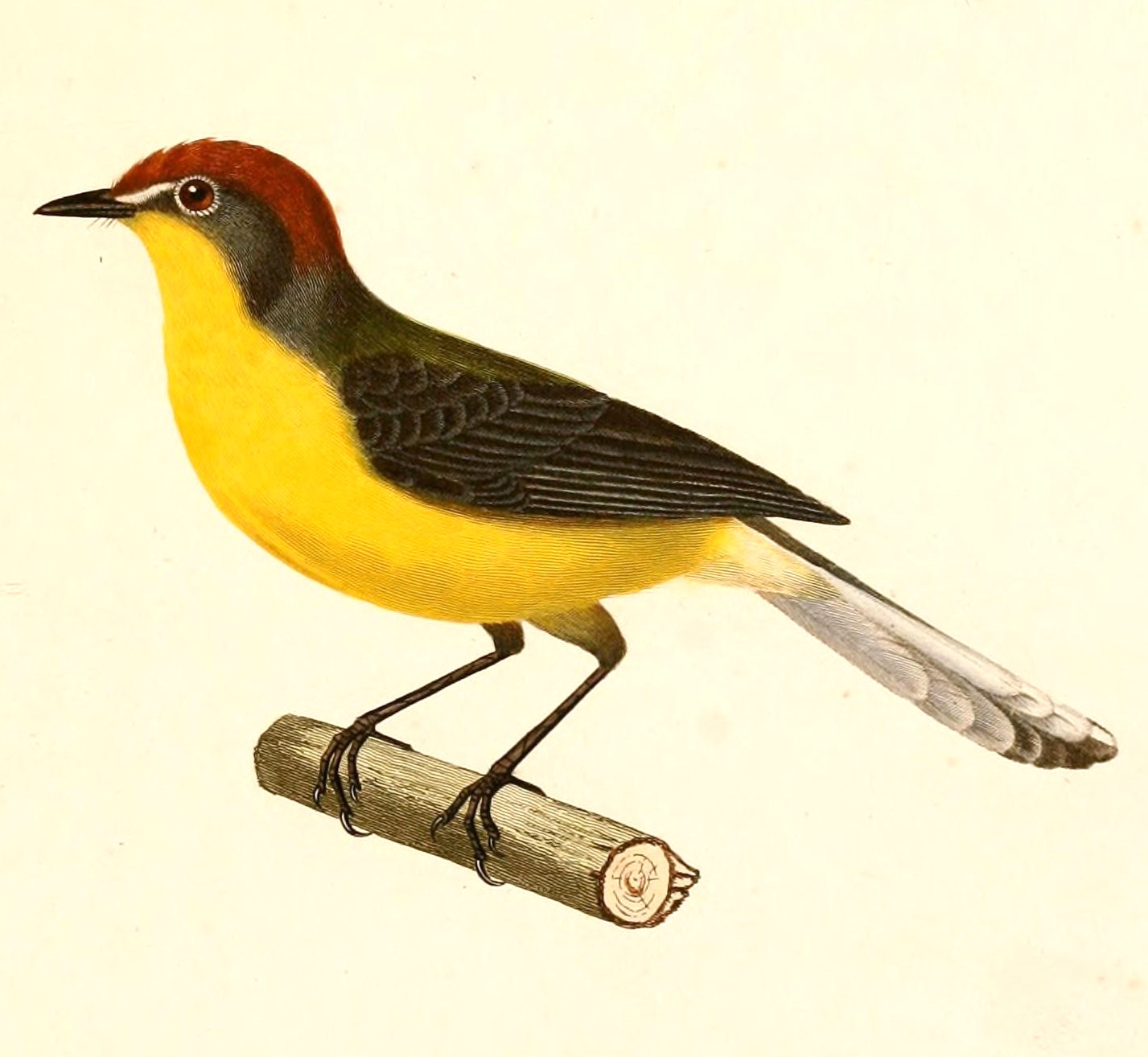
Рудоголова чернітка

Птах завдовжки 13 см. Довжина крила самця становить 6,1—6,6 см, довжина крила самиці 5,9—6 см. Голова сіра, на тімені рудувато-коричнева пляма, над дзьобом біла смуга, навколо очей білі кільця. Верхня частина тіла сіра, на нижній частині спини оливкова пляма. Крила чорнуваті, з боків сірі. Нижня частина тіла жовта. Хвіст чорний, бічні пера білі. Нижні покривні пера хвоста біла. Лапи і дзьоб чорні.

## Поширення і екологія
До другої половини XX століття рудоголові чернітки мешкали тільки в гірських лісах болівійської Юнги і північно-західної Аргентини. Потім почалося поступове поширення птаха на південь, у більш посушливі й холодні райони. Нині він поширений у горах Сьєррас-де-Кордова. Рудоголові чернітки живуть у гірських субтропічних сухих і рівнинних лісах на висоті від 1400 до 3000 м над рівнем моря. 

## Поведінка
Рудоголові чернітки харчуються комахами, яких шукають у нижньому й середньому ярусах лісу, на висоті від 2 до 8 м над землею. Зустрічаються поодинці, парами, зграйками або в складі змішаних зграй.